# Colias philodice
Common hay Clouded Sulphur (Colias philodice) là một loài bướm ngày Bắc Mỹ thuộc họ Pieridae, phân họ Coliadinae.

## Image gallery

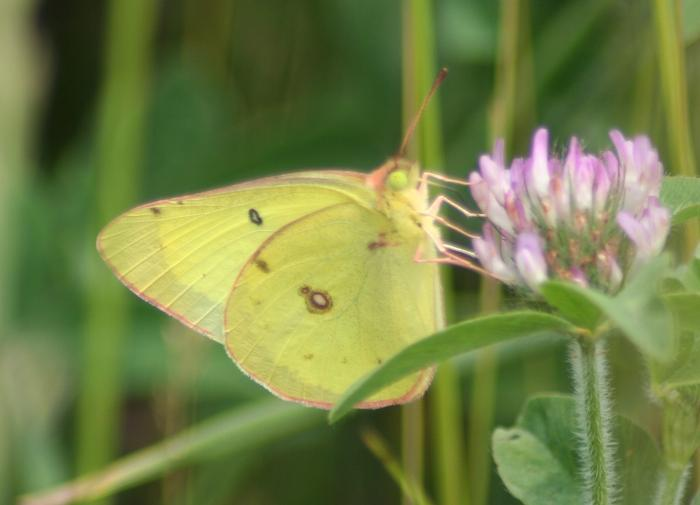
Male nectaring on Red Clover
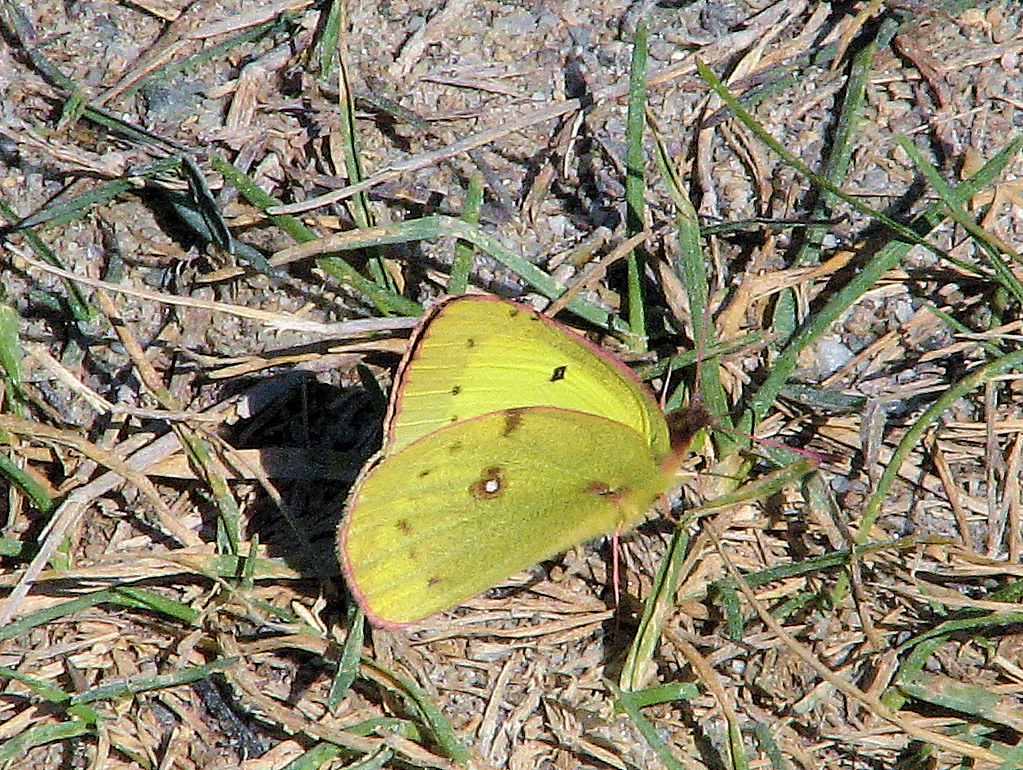
Male showing red fringe
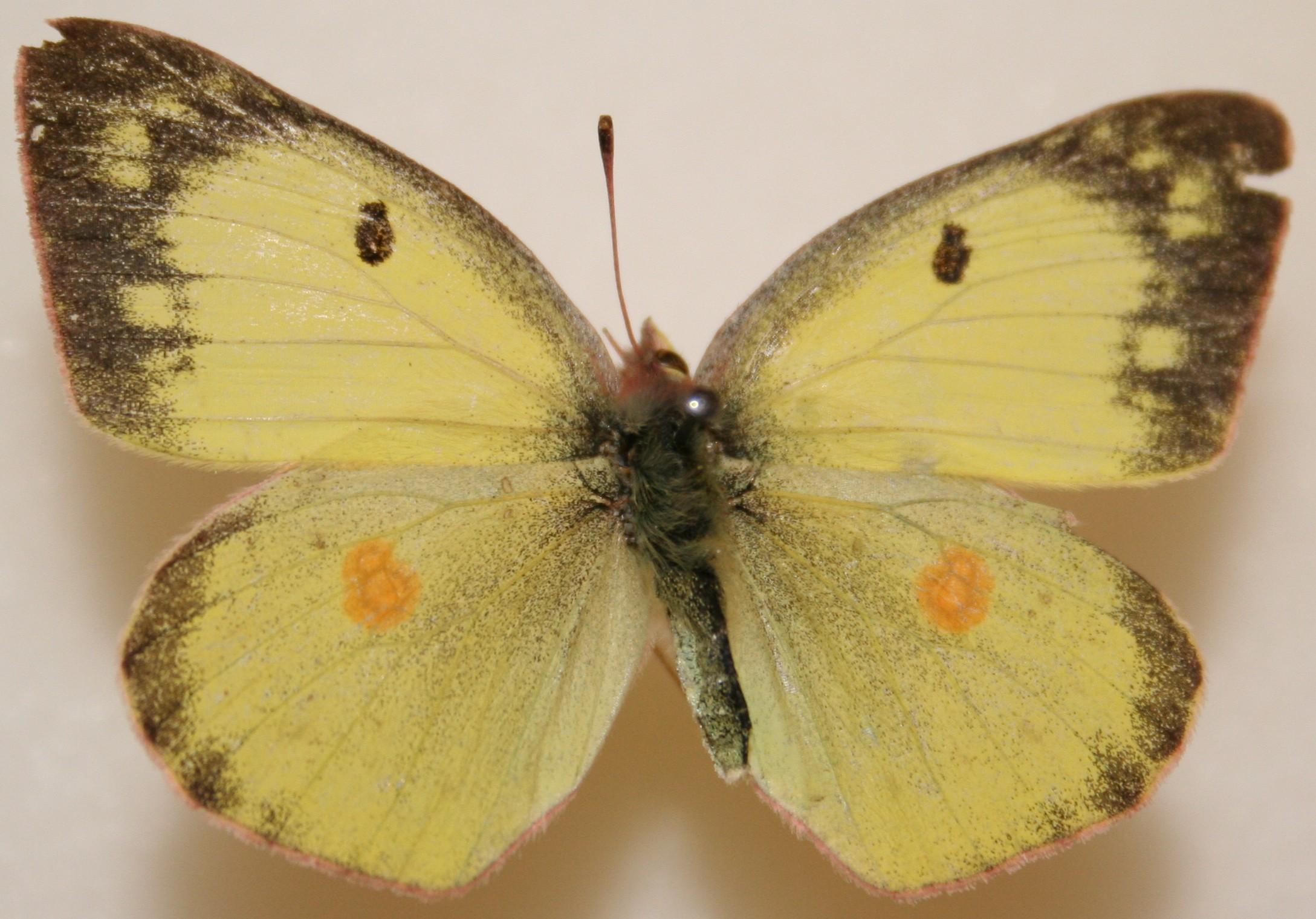
Female specimen
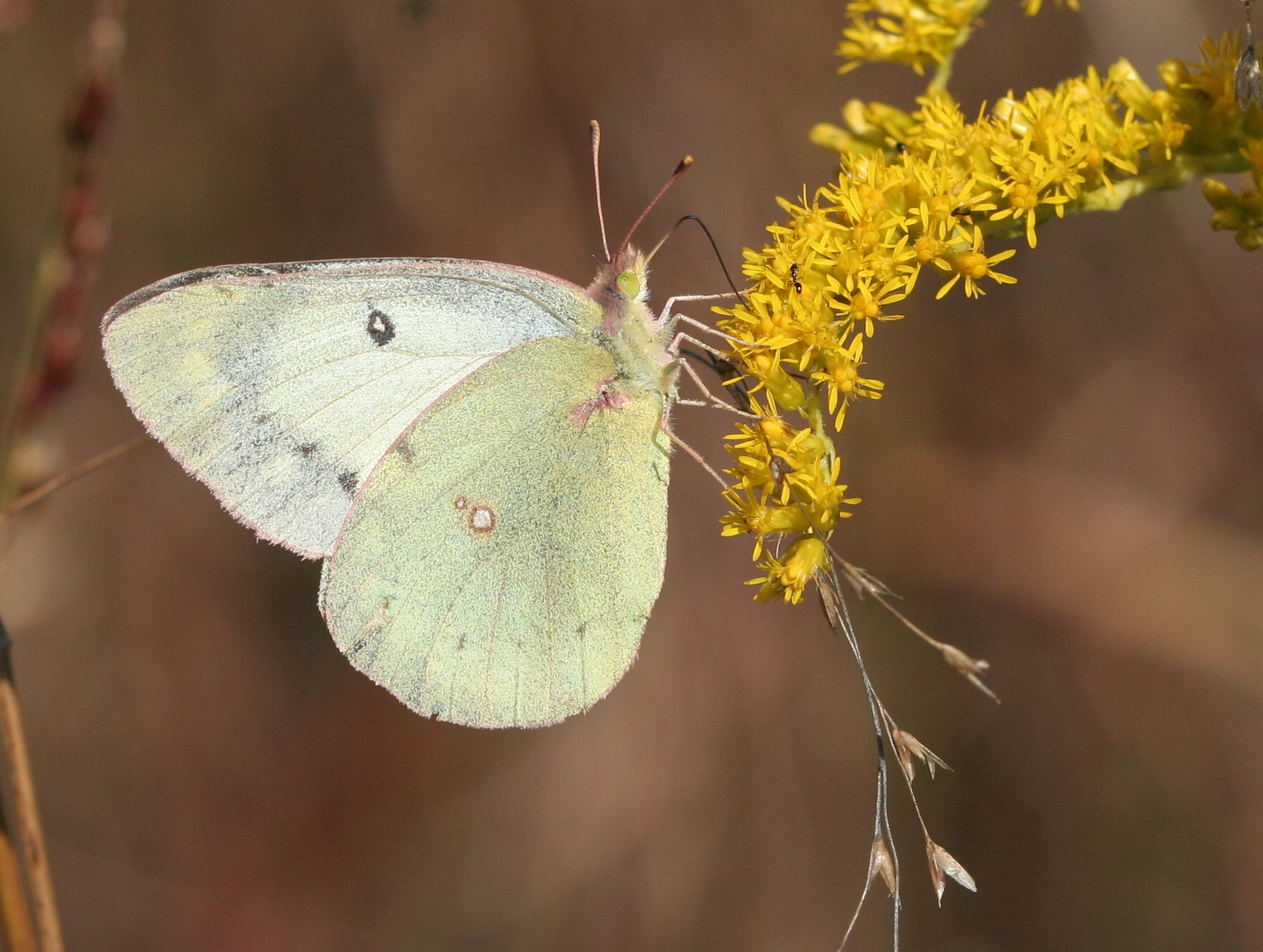
Underside of a white form female